# Tanz

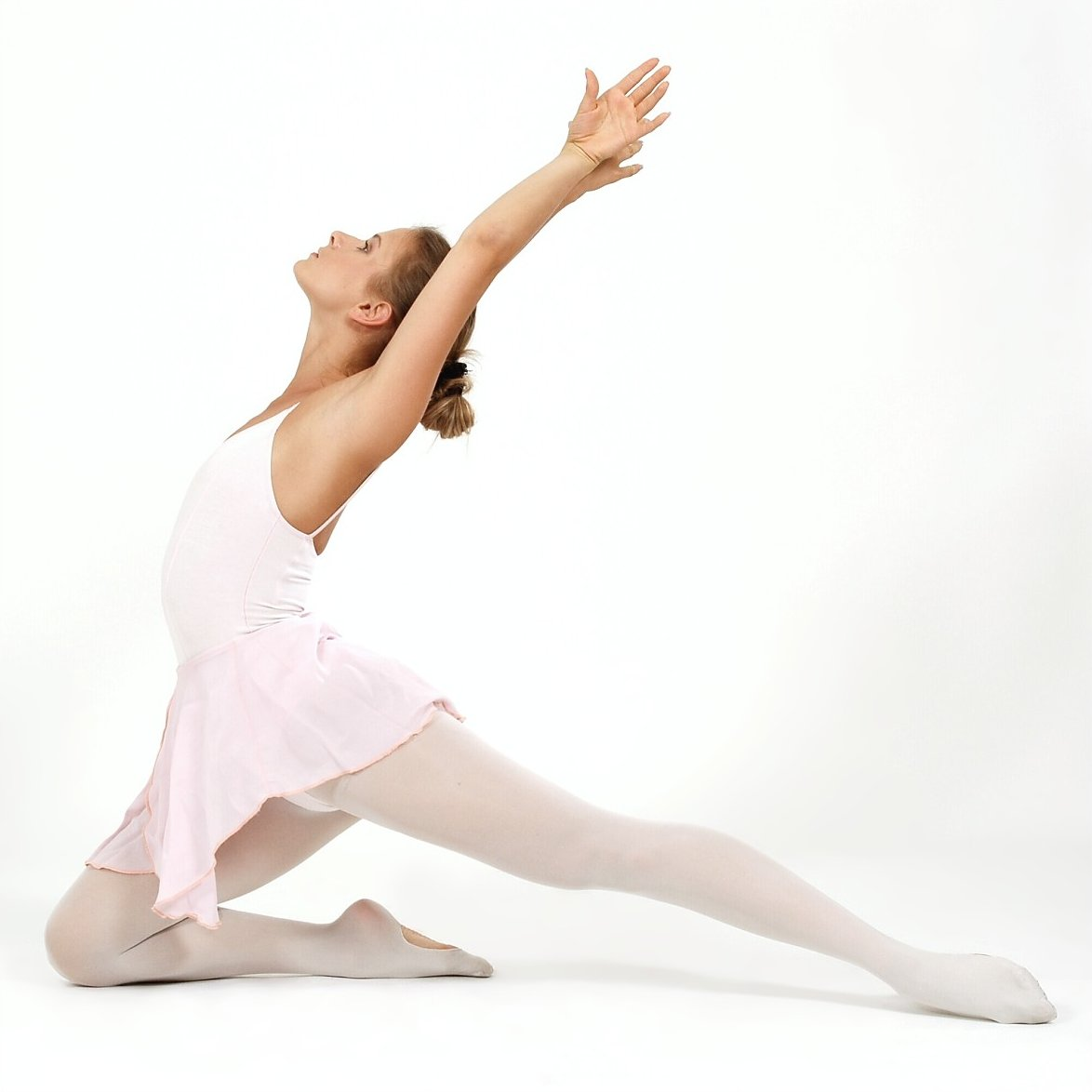
Ballett

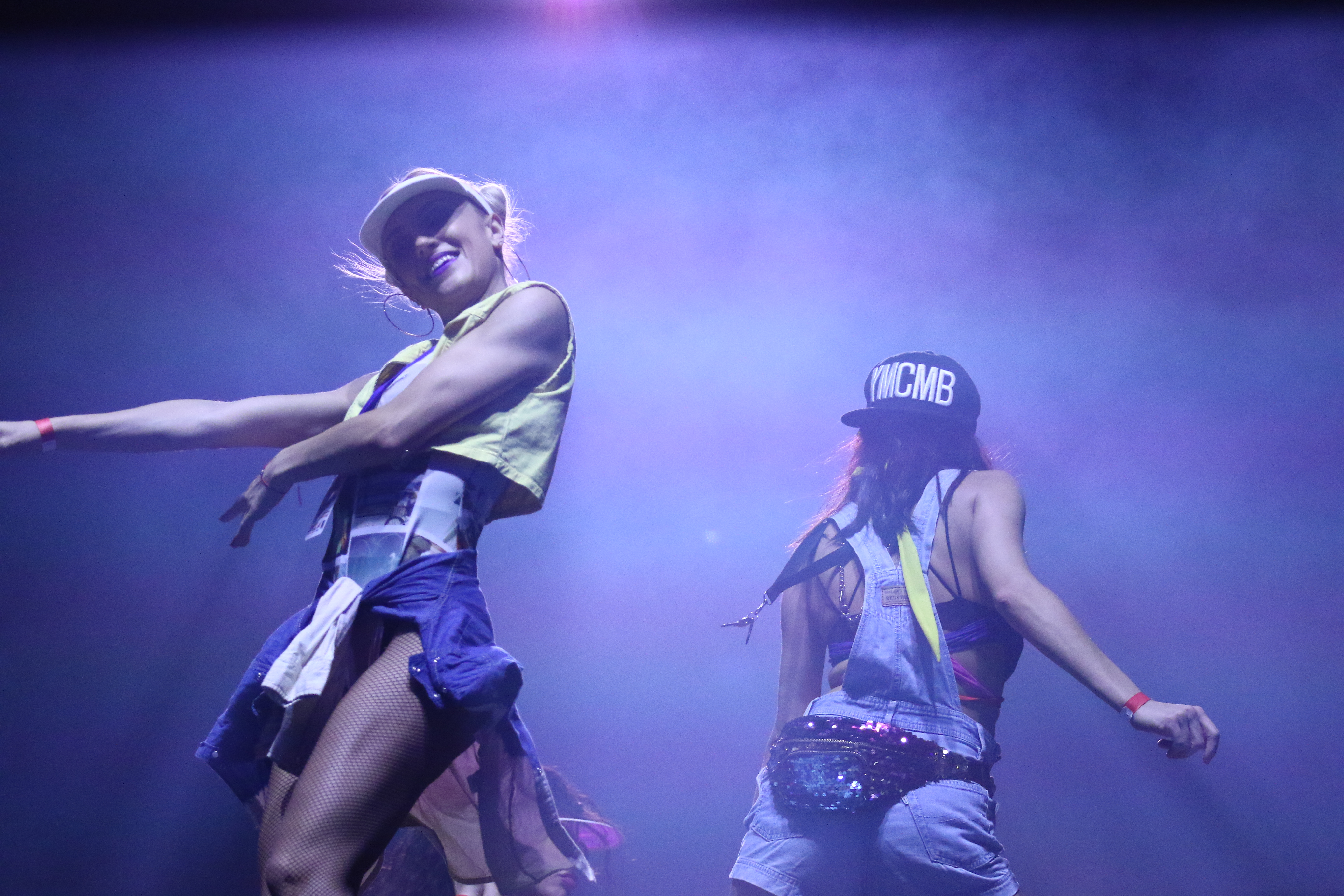
Tanzende Frauen bei einem Popkonzert, Sofia, Bulgarien.

Tanz (von altfranzösisch danse; Plural: Tänze) bezeichnet in der Regel die Umsetzung von (zumeist musikalischen) Schallreizen in Bewegung. Tanzen hat in den menschlichen Gesellschaften viele soziale Funktionen, kann aber auch Selbstzweck oder Zeitvertreib sein.

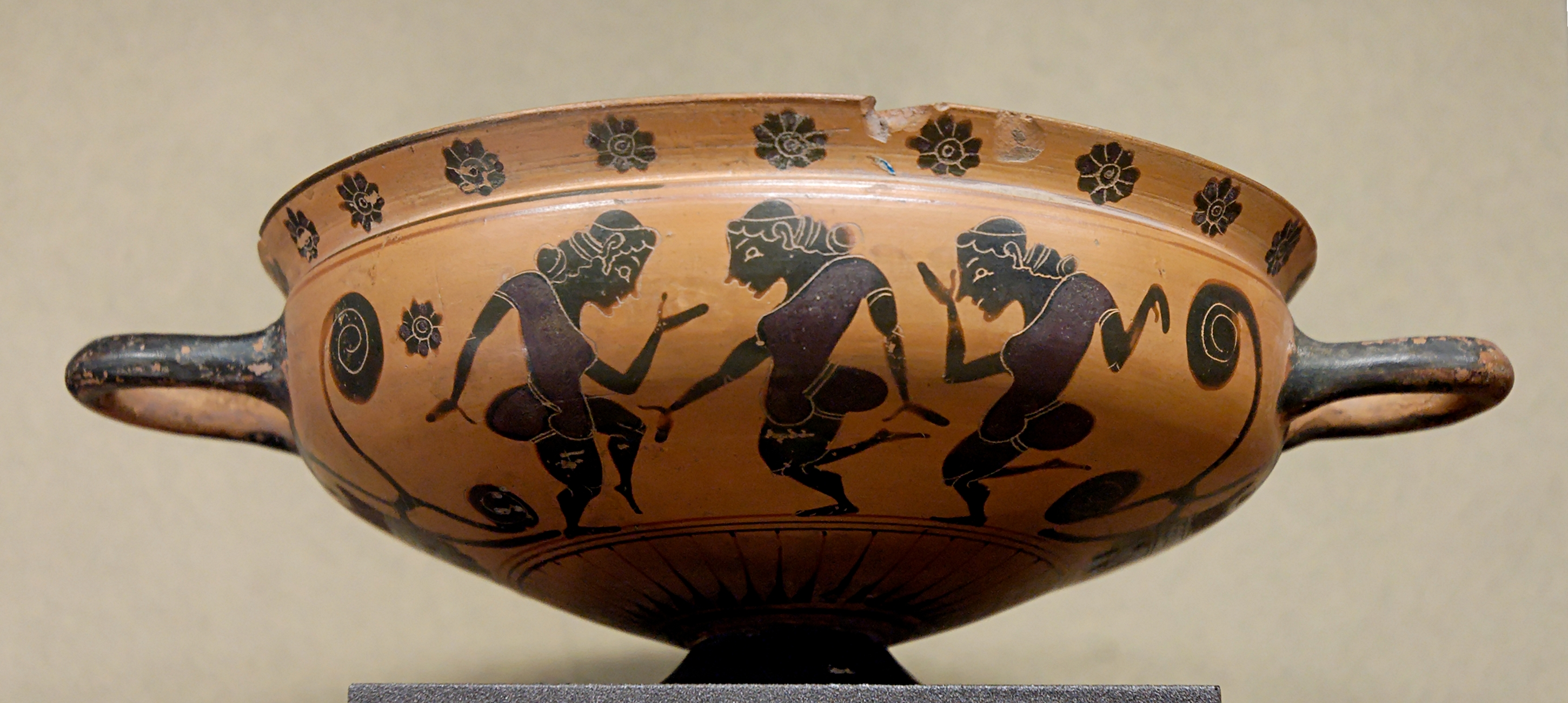
Tanzende auf einer Vase des antiken Griechenlands, ca. 570 v. Chr.

Tanz ist Bestandteil von Ritualen und Bräuchen, eine darstellende Kunstgattung, eine Sportart, eine Therapieform, eine Form sozialer Interaktion oder eine individuelle Gefühlsäußerung und in spezialisierten Gesellschaften auch Grundlage einer Berufstätigkeit.
Ritualisiertes Tanzen drückt Zusammengehörigkeit und Emotionen aus und kann als festlicher Initiationsritus die Aufnahme neuer Mitglieder in eine Gemeinschaft begleiten, etwa wenn junge Mädchen beim Debütantinnenball der Gesellschaft vorgestellt werden oder wenn Schüler beim Abschlussball eine bestandene Prüfung feiern. Vor religiösem Hintergrund werden mit Tanzritualen Götter geehrt oder um Beistand gebeten, während böse Geister abgewehrt oder vertrieben werden.
Tanzen als Sport fördert Muskelaufbau, Motorik, Koordination und Gleichgewichtssinn. Das Erlernen, Planen und Umsetzen komplexer Bewegungsabläufe kann das Selbstvertrauen stärken und ein gesundes Verhältnis zum eigenen Körper entwickeln.
Als Kunstform dient Tanzen dazu, Gefühle und Handlungen bildlich darzustellen. Mimik, Gestik und ganzkörperliche Tanzbewegungen bilden zusammen mit Musik das anspruchsvolle Arbeitsmaterial des künstlerischen Tanzes, der dem Zuschauer Eleganz und Ausdruckskraft des menschlichen Körpers vor Augen führen will.

## Tanz als Sinnbild
Mit der aus dem Französischen stammenden Wendung Tanz auf dem Vulkan wird das Leben als Tanz in einer explosiven Situation ungeachtet aller Risiken beschrieben.

## Tanz und Religion

### Judentum und Christentum
In der Bibel erscheint der Tanz als Teil religiös-kultischer Praxis, sowohl in Bezug auf Jahwe, wie auf andere Götter. Die Israeliten tanzten um das Goldene Kalb (Ex 32,6.19 ), womit sie Götzendienst begingen. Ebenso tanzten die Verehrer Baals (1 Kön 18,26 ). König David hingegen führte zu Ehren Jahwes einen Sakraltanz vor der Bundeslade auf (2 Sam 6,12-23 ). In den Psalmen wird der Tanz ebenso wie die Musik als Form der Gottesverehrung verstanden, z. B. Ps 149,2f. : „Israel soll sich über seinen Schöpfer freuen, die Kinder Zions über ihren König jauchzen. Seinen Namen sollen sie loben beim Reigentanz, ihm spielen auf Pauken und Harfen“; Ps 150,4 : „Lobt ihn [Gott] mit Pauken und Tanz, lobt ihn mit Flöten und Saitenspiel“; Ps 30,12 : „Da hast du mein Klagen in Tanzen verwandelt, hast mir das Trauergewand ausgezogen und mich mit Freude umgürtet.“ Diese Psalmen wiederum sind im Stundengebet in die christliche Gebetspraxis eingegangen.
Im neutestamentlichen Gleichnis von den musizierenden Kindern wird die Musik bzw. das Tanzen als Metapher für die religiöse Praxis der Gläubigen verwendet.

### Weitere Religionen
Der Hindu-Gott Shiva tanzt im Tandava die Schöpfung spielerisch und entfaltet darin sein göttliches Wesen. Sein Tanz symbolisiert in der indischen Mythologie den Kreislauf der Welt. Wenn Shiva aufhört zu tanzen, geht die Welt unter.
In der islamischen Mystik bedeuten die tanzenden Derwische den Weg zu Gott. In der ganzheitlichen Mystik werde der Mensch erschüttert und überwältigt – und er spüre das verlorene Zentrum des Lebens: Gott. Beim Tanz ist die rechte Hand nach oben, die linke nach unten geöffnet, was den Empfang und die Weitergabe der göttlichen Gnade an die Lebewesen symbolisiere. Die Schöpfung würde eines Tages an dem Tanz der Derwische teilnehmen.

### Zeitgenössische Spiritualität
Menschen haben schon immer versucht, die Götter mit dem Tanz anzurufen, und damit Einfluss auf den Verlauf ihres Lebens zu nehmen. Das Einüben der Schrittfolgen sei dabei der Beginn der Meditation, auch der Introspektion. Tanzend erfährt der Mensch u. a. auch die Endlichkeit des Lebens, seine Unvollkommenheit und Zerbrechlichkeit.
Tanz könne auch eine Form interreligiöser Begegnung sein jenseits von Verbalisierung und Rationalität.
In der (evangelischen) Kreuzkirche in Marl-Sinsen gibt es seit kurzem einen tanzenden Jesus am Kreuz (hergestellt von Friedhelm Schmidt, Marl) über dem Altar, also an zentraler Stelle des Gottesdienstes ein Symbol für einen dynamischen Jesus Christus (April 2012).

## Geschichte

### Altertum

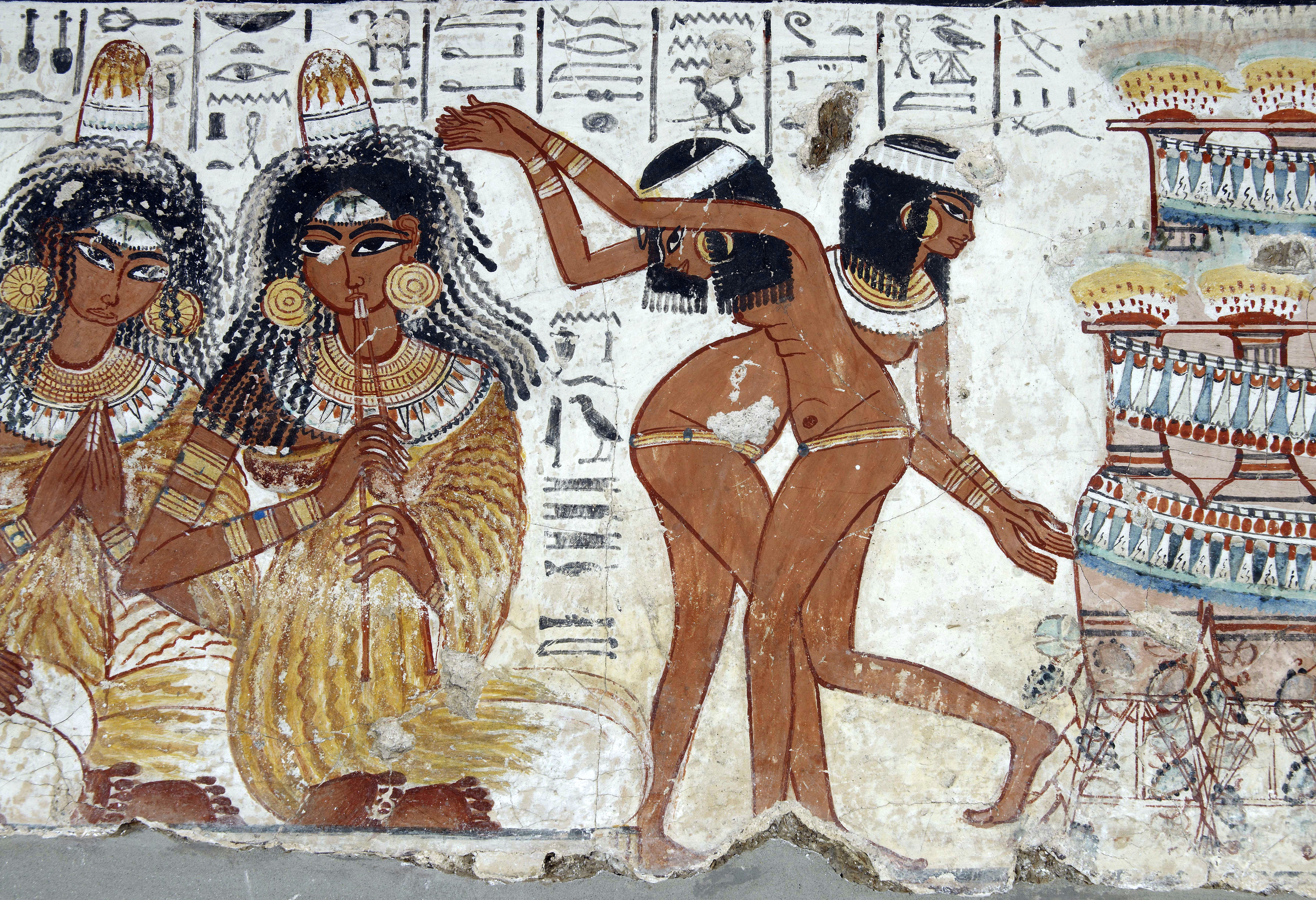
Ägypten, um 1400 v. Chr.

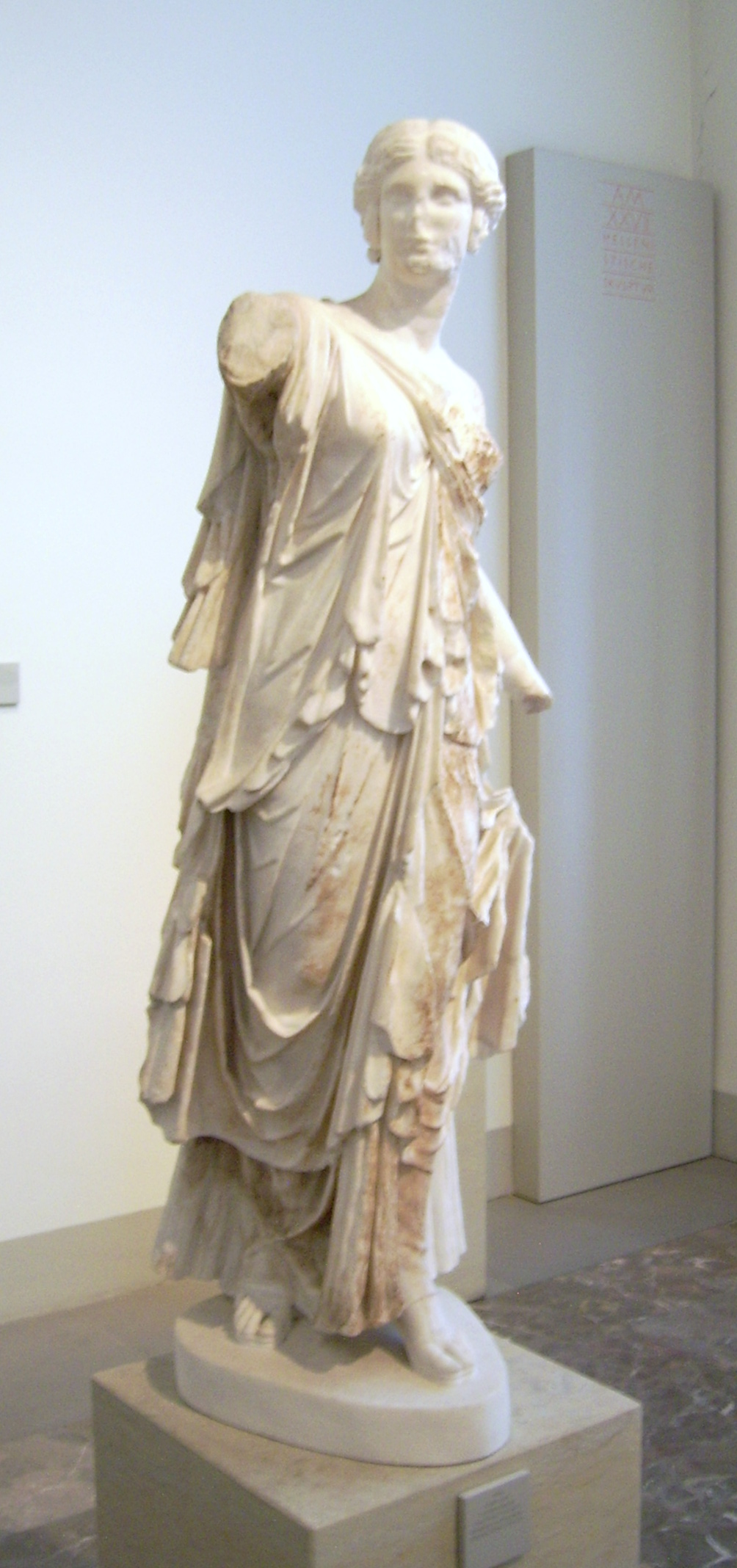
„Tänzerin von Pergamon“, 2. Jh. v. Chr.

Die ältesten erhaltenen Dokumente des Tanzens sind indische Höhlenmalereien, die im Zeitraum zwischen 5000 und 2000 v. Chr. entstanden; eine Malerei in den Höhlen von Bhimbetka zeigt eine Reihentanzformation. Darstellungen der frühesten Formen des Hinduismus zeigen den Gott Shiva als Natraj, den „König des Tanzes“. In Indien findet sich mit dem zwischen 400 und 200 v. Chr. entstandenen Natyashastra, der „heiligen Wissenschaft des Tanzes“, das einflussreichste Frühwerk zum Thema Tanz.
Im antiken Ägypten gab es rituelle Tänze, die Tod und Wiedergeburt des Gottes Osiris darstellten und die angeblich technisch so anspruchsvoll waren, dass sie nur von professionellen Tänzern ausgeführt werden konnten.
Die alten Griechen systematisierten den Tanz nach Gottheiten und den mit ihnen verbundenen Gefühlsausdrücken. Als wichtiges Zeitzeugnis gilt Homers Beschreibung des Tanzes Chorea in der Ilias aus dem 8. bis 6. Jahrhundert v. Chr. Ekstatische Tänze waren Teil der Dionysien, aus denen sich später Drama und Komödie entwickelten. In diesen Theaterformen spielte oft ein Chor mit, dessen Bewegungen als sogenannte Choreografie in den Stücken vermerkt wurde; hieraus entwickelte sich der moderne Begriff Choreografie.
Terpsichore ist die Muse für Chorlyrik und Tanz.

### Renaissance
Im frühen 15. Jahrhundert wurde der Gesellschaftstanz gemischter Paare an den meisten europäischen Höfen zum beliebten Zeitvertreib. Das Auftreten der ersten Hoftanzmeister und das Erscheinen der ersten Tanzhandbücher unterstreichen die Tatsache, dass der Tanz Teil des adligen Lebensstils wurde. Der Hofdichter Antonio Cornazzano (1429–1484), schrieb außer zahlreichen anderen Schriften auch ein Libro sull’arte del danzatore (um 1455). Der danse basse, während der ganzen Renaissance in Mode, war im Wesentlichen ein Prozessions-Tanz mit würdevollen zeremoniellen Bewegungen, die auch die Damen in ihren unbequemen Kleidern ausführen konnten. Zu den beliebtesten Tänzen dieser Art zählte die Pavane („Pfauentanz“). 
Die Fröhlichkeit und Neigung zu freieren Sitten des frühen 16. Jahrhunderts führte dann zur Einführung des danse haute, der schnellere Bewegungen, Sprünge und körperliche Beweglichkeit forderte. Der erste derartige Tanz (früher auch Danz geschrieben) war die Galliarde aus Italien, die meistens ohne Anfassen der Hände mit verschiedenen Schritten und Sprüngen getanzt wurde. Die Galliarde folgte in der Regel nach der Pavane. Auch die Volta war eine beliebte danse haute, bei der der Mann seine Partnerin drehte und sie auf sein Knie hob. Auch Courante, Allemande und die sehr beliebte Gavotte des 17. Jahrhunderts zählten dazu.
In Lautentabulaturen des 16. Jahrhunderts finden sich der Tanz (im deutschsprachigen Raum oft „Tantz“ oder „Dantz“ geschrieben) als Instrumentalstück bzw. instrumentale Begleitung. So etwa als Tantz (oder auch Affen Tantz und Der stifl Tantz) im Lautenbuch des Stephan Craus oder im Werk von Hans Judenkönig aus der ersten Hälfte des 16. Jahrhunderts oder als Rossina (ein welscher Tanz) in Ain schone kunstliche underweisung von Hans Judenkönig, aber auch in anonymen Aufzeichnungen (etwa der Welsche Tanz in einer Lautenhandschrift).
Die lebhaft-ausgelassenen Tänze der sozialen Oberschicht des 16. Jahrhunderts waren möglicherweise stilisierte Übernahmen der Tänze der unteren Stände. Tanzschulen an den wichtigsten europäischen Höfen unterrichteten den Adel, so dass die beliebtesten Tänze leicht von einem Land zum anderen übertragen werden konnten. Tüchtige Impresarios organisierten prächtige Vorstellungen, bei denen Tänze, Gesang, Rezitation und Pantomime in einem reich geschmückten Rahmen aufgeführt wurden. Dies waren die italienischen balli, die französischen ballets de cour und die englischen masques (Maskenspiele), an deren Planung und Aufführung sich die königliche Familie selbst oft beteiligte. Orchésographie (1588) von Thoinot Arbeau gilt als beste zeitgenössische Quelle für den Tanz der Spätrenaissance.

### Neuzeit
Im Jahr 1769 öffnete auf Betreiben des Provinzgouverneurs Pablo de Olavide eine der ersten Tanzschulen für populäre Tänze im andalusischen Sevilla.
Rudolf Steiner entwickelte in den 1920er Jahren die Tanzform Eurythmie, welche als Bühnenkunst, in der Pädagogik und als Therapie praktiziert wird.

## Tanzformen

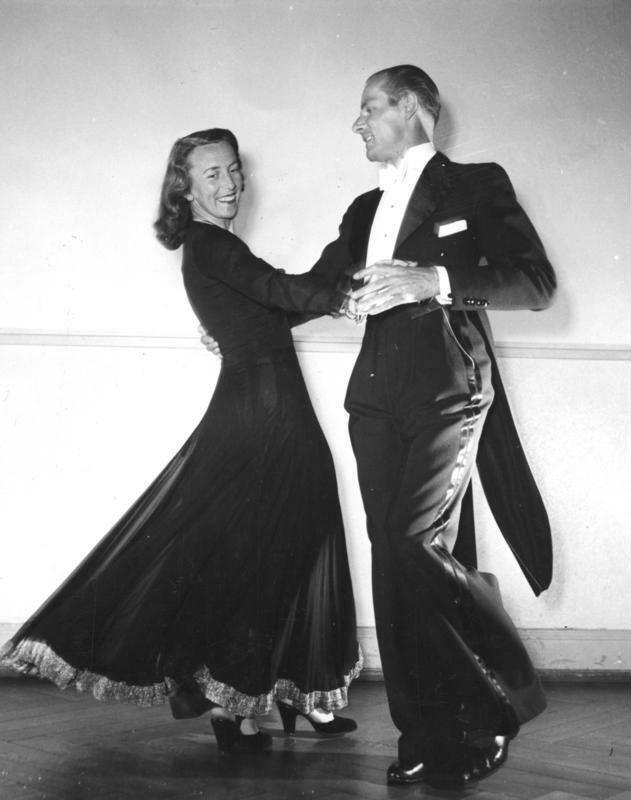
Ehepaar Heinrici, Deutsche Meister im Paartanz 1948 und 1949

Der Versuch, Tänze in einer allumfassenden Systematik zu ordnen, hat sich in der Vergangenheit wiederholt als unfruchtbar herausgestellt. Es ist möglich, Merkmale zu finden, nach denen sich Tänze grob gruppieren lassen, harte Kriterien, die eine scharfe Trennung vornehmen, gibt es aber kaum.
Eine verbreitete Kategorisierung ist die nach dem gesellschaftlichen Anlass oder Zweck des Tanzens. Nach Anlass kennt man rituelle Tänze, die religiösen Hintergrund haben, Volkstänze, die zum volkstümlichen Brauchtum gehören und Gesellschaftstänze, die zu geselligen Anlässen aller Art aufgelegt werden. Nach dem Zweck unterscheidet man vor allem den Kunsttanz, eine Kunstform für sich, den Turniertanz, der dem sportlichen Wettkampf dient, den Schautanz, der reinen Unterhaltungscharakter hat und den Werbetanz, der als Partnerwerbung dient.
Auch die Unterteilung nach der Anzahl der Tänzer in Einzeltanz, Paartanz und Gruppentanz ist populär; problematisch ist hierbei, dass viele Tänze in mehreren Aufstellungen getanzt werden. Im Gruppentanz unterscheidet man nach der geometrischen Anordnung der Tänzer weiter zwischen Kreistanz, Kettentanz (hintereinander) und Reihentanz (nebeneinander); ferner gibt es den Formationstanz, in dem die Formation der Tänzer häufig wechselt.
Es gibt zahlreiche weitere Charakteristika, nach denen man Tänze unterteilen kann, allen voran Merkmale der Tanztechnik, diese sind aber vergleichsweise selten anzutreffen.

### Folkloristischer, historischer und spiritueller Tanz

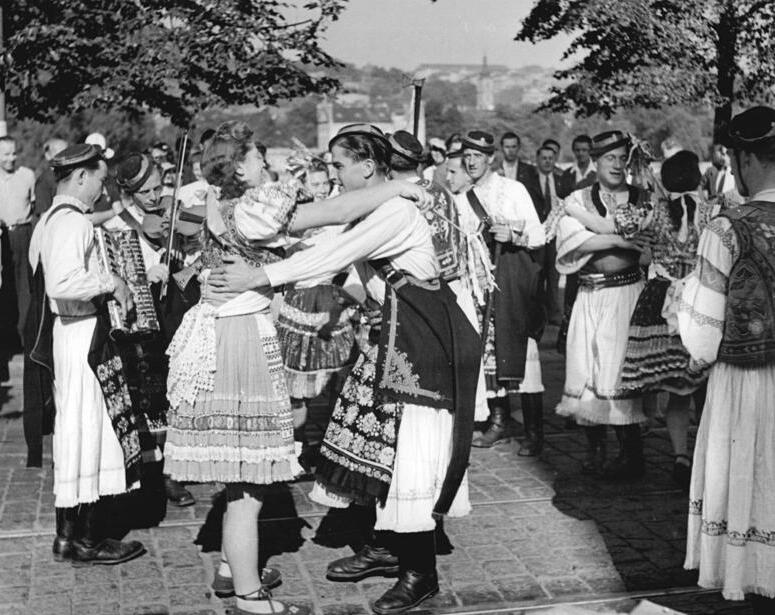
Tanzgruppe aus Böhmen (1947)

Eine herausragende Stellung nimmt in vielen Belangen der Volkstanz ein. Bekannte Volkstänze des deutschen Sprachraums sind der Schuhplattler und der Landler, aus dem sich später der Wiener Walzer entwickelte. Ein Beispiel für einen international bekannten Volkstanz ist der hawaiische Hula. Technisch herausragende Volkstänze sind der südpazifische Sitztanz, der im Sitzen getanzt wird, und der schottische Schwerttanz, der mit Schwertern getanzt wird.
Spezielle Tanzformen gehören zur Tradition des Karneval, Fastnacht und Fasching. Fällt einem mit Blick auf die deutsche Tradition vor allem der Gardetanz ein, so ist international vor allem die brasilianische Samba des Karneval in Rio de Janeiro ein Begriff.
Unter dem Begriff Historischer Tanz versuchen Tänzer, heute praktisch nicht mehr existierende Tanzformen aus schriftlichen oder bildlichen Quellen zu rekonstruieren. In dieses Gebiet fallen Tänze wie die durch überlieferte Musik bekannte Pavane, die im modernen Karnevalstreiben aufgegangene Polonaise und die Quadrille.

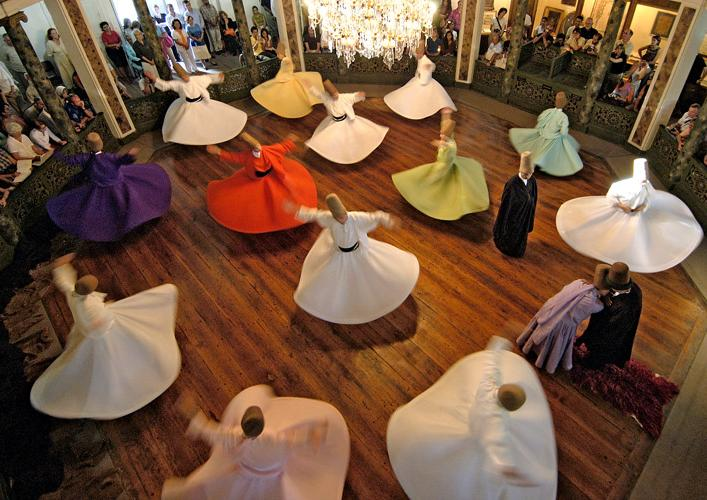
Drehende Derwische des Mevlevi-Ordens in der Türkei

Tanzformen wie Trancetanz oder Kirchentanz zielen darauf ab, beim Tanzen spirituelle Erfahrungen zu machen. Im Mittelpunkt steht hierbei meist eine Konzentration auf den eigenen Körper in Verbindung mit Meditation. Berühmt für diese Art des Tanzens sind die türkischen Derwische.

### Bühnentanz
Bühnentanz zählt neben Schauspiel und Oper zu den traditionellen Sparten des Theaters. Insbesondere das klassische Ballett hat durch seine lange Tradition zahlreiche andere Tanzformen stark beeinflusst. Klassische Ballettbegriffe wie Pas de deux haben ihren Platz in der Umgangssprache gefunden und Begriffe wie Spitzentanz und Tutu sind Teil des alltäglichen Vokabulars. Anfang des 20. Jahrhunderts entstand der Ausdruckstanz als Gegenbewegung zum Ballett. Eine spezifische Weiterentwicklung ist das seit den 60er Jahren insbesondere mit dem Namen Pina Bausch verbundene Tanztheater. Gleichzeitig entwickelte sich in den USA der Modern Dance. Mittlerweile bietet der künstlerische Gegenwartstanz unter dem Sammelbegriff zeitgenössischer Tanz ein ästhetisch sehr breites Spektrum abstrakter und narrativer Tanzkunst. In genreübergreifenden Arbeiten zeitgenössischer Choreografen entstehen so Werke von aktueller gesellschaftlicher Relevanz.

### Gesellschaftstanz

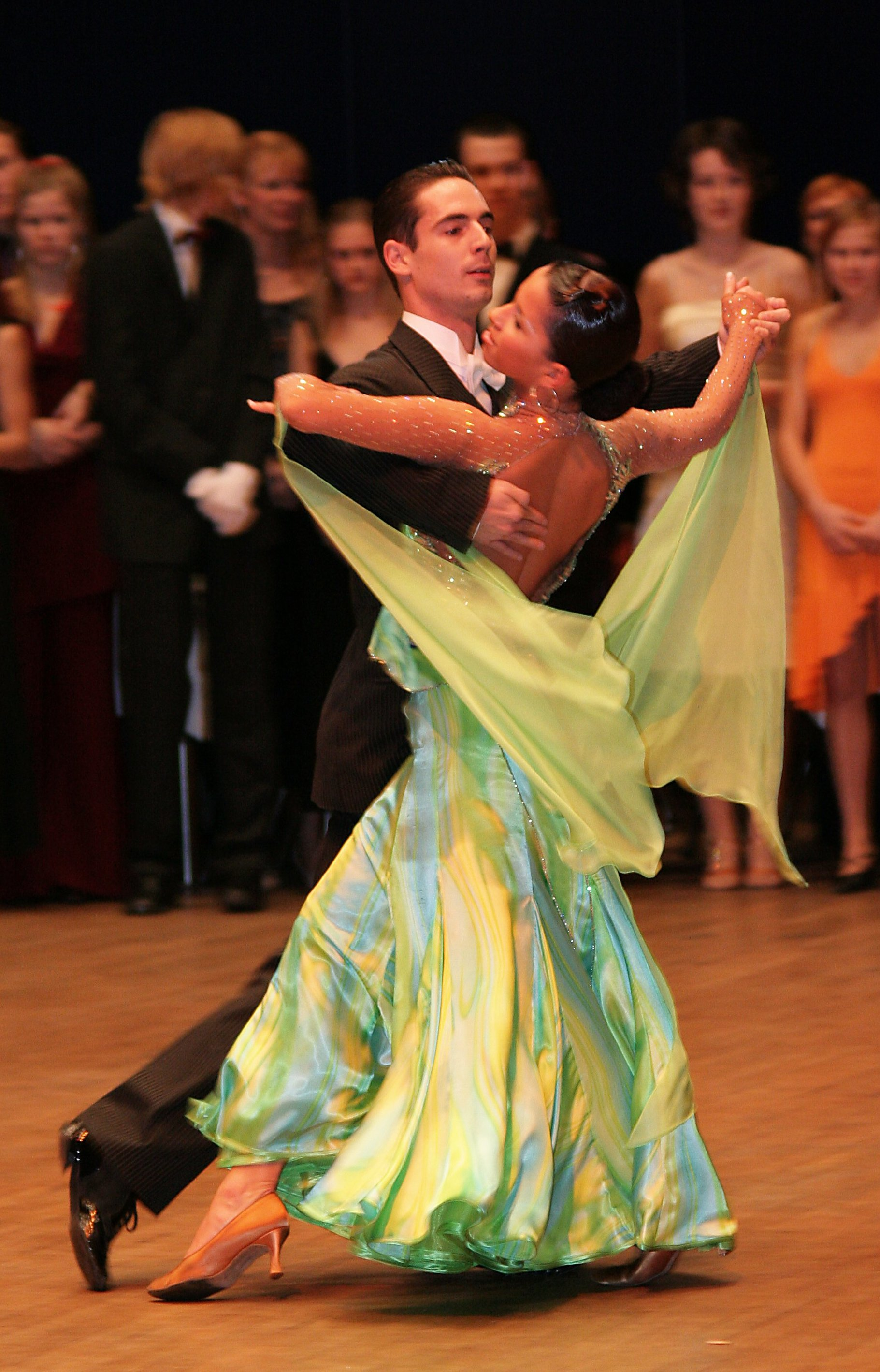
Grundkenntnisse im klassischen Standardtanz gelten als Teil der Allgemeinbildung.

Der Gesellschaftstanz ist in seiner institutionalisierten Form geprägt durch das Welttanzprogramm mit den drei Musikrichtungen Walzer, Disco und Swing. Ergänzt werden diese durch regionale Genres, wie Latino und Tango.
Außerhalb Lateinamerikas hat sich eine Salsa-Szene mit eigenen Tanzschulen etabliert, in denen Salsa und die verwandten Tänze Merengue und Bachata gelehrt werden. Um den ursprünglichen Tango Argentino hat sich ebenfalls eine eigene Tango-Szene begründet.
Der aus der Jazzbewegung der USA heraus entstandene Tanzkomplex des Swing mit den Tänzen Lindy Hop, Charleston, Shag, Balboa und Boogie-Woogie führte zum Rock ’n’ Roll.
Daneben sind dem Gesellschaftstanz auch die meist sehr kurzlebigen Modetänze zuzuordnen, die oft auf ein fest vorgegebenes Musikstück getanzt werden, wie beispielsweise der Lambada. Auch gibt es Partytänze, die in der Gruppe nach fester Choreografie auf ein vorgegebenes Musikstück getanzt werden; einer der ältesten Partytänze ist Memphis, zu den bekanntesten gehört der Time Warp der Rocky Horror Picture Show.
Ein beliebter moderner Vertreter der Tänze mit „Ansager“ ist der Square Dance. Hier ruft ein Caller oder Sänger Figurennamen in den Raum, auf die die Tanzgruppe spontan reagieren muss. Diese Art des Tanzens ist auch in anderen Tanzformen zu finden, beispielsweise dem Contra Dance oder der Rueda de Casino.
Eine Sonderform ist der Rollstuhltanz, bei dem die klassischen Paartänze für einen Partner mit Handicap umgesetzt werden.

### Schautanz

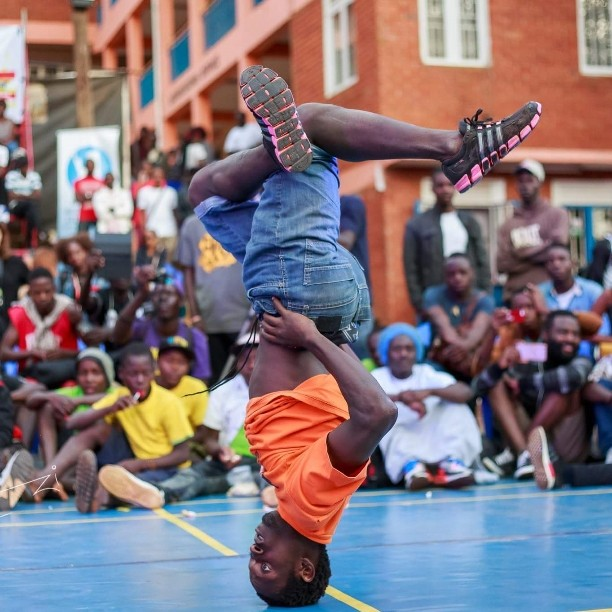
Breaking

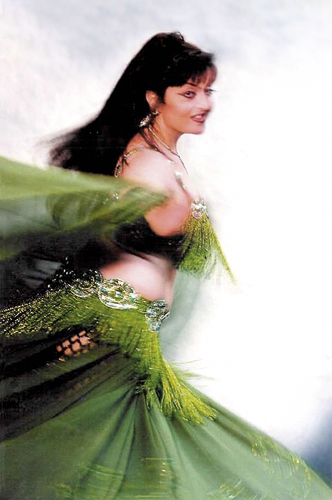
Orientalische Tänzerin

Schautanz versucht, über die künstlerischen, sportlichen oder religiösen Elemente hinaus, primär der Unterhaltung des Zuschauers zu dienen.
Der Stepptanz und seine Verwandten Irish Dance und Clogging zeichnen sich dadurch aus, dass die Tänzer vor allem mit den Füßen agieren und dabei perkussive Rhythmen erzeugen, während Körper- und Armbewegungen untergeordnete Rollen spielen.
Jazz- und Modern Dance fassen eine ganze Reihe von Tänzen zusammen, die sich im Laufe der Zeit aus der Musikrichtung Jazz entwickelt haben. Neben dem klassischen Jazz Dance und dem Modern Dance finden sich hier Tanzformen wie Hip-Hop oder Popping, bei dem die Tänzer die ruckhaften Bewegungen von Robotern nachahmen. Auffallend anders ist das Breaking, bei dem Tänzer bei außergewöhnlich viel Bodenkontakt akrobatische Leistungen vollbringen.
Der wegen seiner hüftbetonten Bewegungen auch als Bauchtanz bekannte orientalische Tanz wird von einer Tänzerin, einem Tänzer oder von Gruppen getanzt. Die verschiedenen Stile und Unterformen schauen auf eine lange aber diffuse Entstehungsgeschichte zurück. Obwohl häufig auf erotische Weise interpretiert, hat der orientalische Tanz prinzipiell nichts mit dem erotischen Tanz zu tun.
Möglicherweise ebenso alt wie der Tanz selbst sind erotische Tanzformen. In der modernen Welt werden diese hauptsächlich durch Gogotanz, Tabledance und Striptease verkörpert.

### Weitere Tanzformen

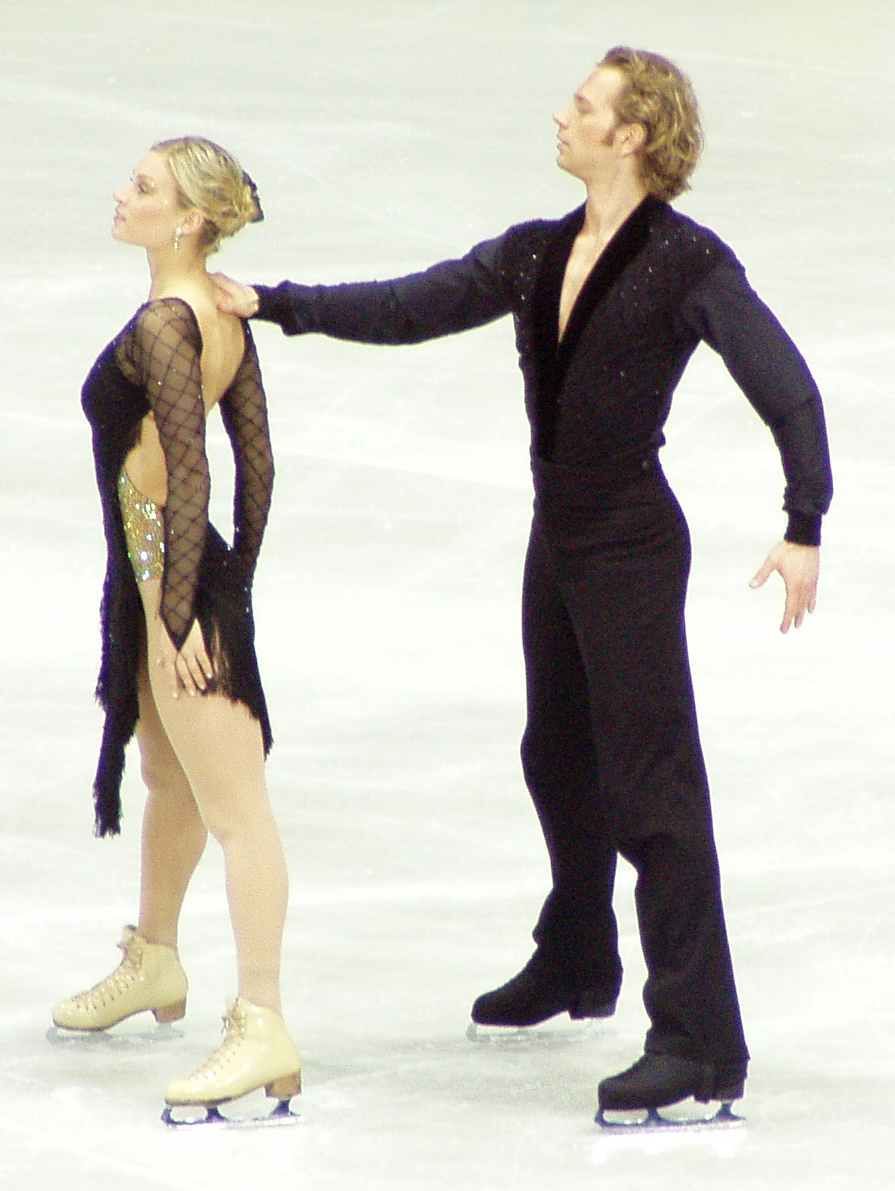
Eistanzen

Contact Improvisation ist eine postmoderne Tanzform, die sich in den 1970er Jahren aus avantgardistischen Tanzexperimenten entwickelte. Ein sich ständig verlagernder Körper-Kontaktpunkt dient den Partnern als gemeinsame Basis, von der aus sie mit ihrem Gewicht spielen, sich aneinander bewegen und sich mit überraschender Leichtigkeit hochheben. Jede Bewegung entwickelt sich unmittelbar aus der Vorangegangenen durch die Kommunikation der Körper. Die Tanzenden treffen sich in Rahmen von Jamsessions, Workshops oder mehrtägigen, internationalen Festivals mit bis zu 400 Teilnehmern.

#### Verbindung von Tanz und Sport
Im Eiskunstlauf, insbesondere im Eistanzen, werden verschiedene Tanzformen mit Schlittschuhen auf dem Eis getanzt. Auch das Synchronschwimmen ist eine Form des Tanzens. Eine junge und äußerst ungewöhnliche Tanzform entwickelte das Projekt Bandaloop: In dieser Verbindung aus Klettern und Tanzen schweben die Tänzer meterweit über dem Erdboden. 
In den 1970er Jahren entstand aus dem Majorettentanz der Twirling Sport. Dabei arbeitet man mit einem etwa armlangen Metallstab, der ständig in Bewegung gehalten werden muss. Dabei führt der Twirler Elemente aus Ballett, rhythmischer Sportgymnastik und Tanzform aus. Es wird alleine, in Duos oder in Teams getwirlt.
Auch Kampfsportarten weisen viele Bewegungsabläufe auf, die Tanzbewegungen sehr ähnlich sind; besonders deutlich zeigt sich dies in stilisierten Kämpfen wie der Kata. Aufgrund dieser Ähnlichkeit wurde die von Sklaven entwickelte Kampfsportart Capoeira als musikalisch unterlegter Tanz getarnt.

#### Tanz in subkulturellen Szenen
Headbangen ist eine Bewegungsform, die untrennbar mit der Musikgattung Metal verbunden ist und fast ausschließlich auf Kopfbewegungen im Tempo der Musik beschränkt ist. Noch intensiver bis hin zur Gewalttätigkeit war der Pogo der Punkbewegung, in der in großen Gruppen meist bei Live-Musik wild gegeneinander gesprungen wurde. Auch in der elektronischen Musikszene entstehen laufend neue Tänze, wie zum Beispiel Jumpstyle und Melbourne Shuffle.

## Musik
Musik und Tanz sind eng miteinander verbunden, in einigen Kulturen – etwa im afrikanischen Tanz – sogar so eng, dass es für beide zusammen nur eine Bezeichnung gibt. Besonders deutlich zeigt sich dies, wenn Musik und Tanz rituelle Bedeutung haben und beispielsweise bestimmte Instrumente und Tanzbewegungen Götter symbolisieren. Auch direkte Mischformen zwischen Tanz und Musizierpraxis sind verbreitet, so etwa beim Flamenco, beim Schuhplattler, beim sogenannten Gummistiefel-Tanz oder beim Stepptanz.
Mit der Entstehung des Gesellschaftstanzes fand in der westlichen Welt eine Trennung in zwei eigenständige Kunstformen statt. Ab dem 14. Jahrhundert finden sich zunehmend Belege, dass stilisierte Formen volkstümlicher Tänze in höheren Gesellschaftsschichten Verbreitung fanden. Um den gehobenen Ansprüchen des Publikums und der höfischen Etikette zu genügen, wurden diese choreografisch und musikalisch reguliert und verfeinert. An die Stelle der zuvor überwiegend improvisierten Tanzmusik traten künstlerisch ausgearbeitete Tanzkompositionen, aus denen sich bedeutende Formen der europäischen Kunstmusik entwickelten, so die Instrumentalsuite oder Variationswerke über stilisierte Tanzbässe, wie Folia oder Chaconne. Zu den in Instrumentalkompositionen gelangten Tänzen gehören beispielsweise schnelle Tänze wie die Piva, Schreittänze wie die Pavane und Springtänze wie der Saltarello.
In der Folge entwickelten sich beide Formen zwar weiterhin wechselseitig, aber nicht mehr unbedingt gemeinsam. Für gewöhnlich ist es heute das Ziel des Tänzers, die Musik zu interpretieren, also möglichst wirkungsvoll und stimmig in Bewegung umzusetzen.
Das wesentliche Musik und Tanz verbindende Element ist der Rhythmus. Im modernen Gesellschaftstanz ist beispielsweise jeder Tanz fest an einen bestimmten Grundrhythmus gebunden, den die Musik über die gesamte Dauer eines Stücks im selben Tempo aufrechterhalten muss. Die gleich bleibende Abfolge von Dauern und Pausen gibt Beginn und Geschwindigkeit der Bewegungen vor und schlägt sich in sogenannten Zählweisen wie slow-quick-quick (Slowfox) oder 1,2,3 – 5,6,7 (Salsa) nieder.

## Berufsbilder
Es gibt verschiedene Berufsbilder, die mit dem Tanzen in Verbindung stehen: Tänzer, Ballerina, Tanzlehrer, Tanzsporttrainer, Tanzpädagoge, Tanztherapeut, Tanztheatermacher und Choreograf.

### Tänzer
Die Ausbildung zum Tänzer unterscheidet sich je nach Tanzform sehr stark und reicht vom Studium an einer Hochschule für klassischen Tanz, über die sportliche Ausbildung im Turniertanz (z. B. Lateintanz) bis zur privaten Ausbildung. Tänzer werden entweder per Tanzbühnenprojekt und kurzzeitig engagiert oder können, ausgebildet als Diplomtänzer an einer Hochschule für Tanz, ein mehrjähriges Engagement als Bühnentänzer bei einem Theater oder Ensemble erhalten. Hierbei ist oft eine Verlängerung des Engagements als Bühnentänzer über das Alter von 35 Jahren nur in wenigen Fällen möglich. Ständig wechselnde Arbeitslage, starker Konkurrenzdruck und nur selten hohe Gagen können Interessierte davon abschrecken, diesen Beruf zu ergreifen. Beruflich arbeitende Tänzer wählen nicht selten ein zweites Standbein, etwa als Tanzlehrer, um finanzielle Stabilität zu erlangen. Die staatliche Institution der Künstlersozialkasse (Oldenburg) fördert in der Bundesrepublik Deutschland Tänzer (sowie Choreografen und Tanzpädagogen), wenn diese nachweisen können, dass sie ihren Lebensunterhalt als Künstler/Pädagoge im Tanz erwirtschaften können.

### Tanzlehrer (Gesellschaftstanz)
Zertifizierter Tanzlehrer wird man in Deutschland durch eine staatlich nicht anerkannte Ausbildung bei einem der drei Tanzlehrerverbände Allgemeiner Deutscher Tanzlehrerverband (ADTV), Berufsverband Deutscher Tanzlehrer (BDT) oder Deutsche Tanzlehrer- und Hip Hop-Tanzlehrer Organisation (DTHO). Der ADTV ist Mitglied im „Rat für darstellende Kunst und Tanz“ des Deutschen Kulturrates. 
Zum Tragen der ungeschützten Bezeichnung „Tanzlehrer“ oder zum Eröffnen einer Tanzschule ist kein Zertifikat notwendig. Insbesondere bei Tanzformen ohne Verbandsstruktur wie Salsa oder Tango Argentino finden sich häufig Tanzlehrer, die ihr Hobby ohne formale Ausbildung zum Beruf gemacht haben. 
In Österreich ist die Ausbildung zum Tanzlehrer im Verband der Tanzlehrer Wiens angesiedelt. Die Ausbildung ist öffentlich anerkannt und dauert drei Jahre. Die Eröffnung einer Tanzschule ist in den meisten Bundesländern nur nach Absolvierung der Tanzlehrerausbildung möglich. Die Erteilung einer Konzession als Tanzschule ist in Österreich eine Länderangelegenheit. So existiert in Wien und in der Steiermark ein neues, sehr strenges Tanzschulgesetz, wogegen in Kärnten die Eröffnung einer Tanzschule an keine Ausbildung gebunden ist. Seit 2014 ist in die Absolvierung der Tanzmeisterausbildung nach der Tanzlehrerausbildung im Tanzschulgesetz Wiens vorgesehen. Dieser dauert weitere zwei Jahre und schließt mit der Befähigung zur Eröffnung einer Tanzschule ab.

### Tanzsporttrainer
Tanzsporttrainer sind Turniertänzer oder ehemalige Tanzsportler, die eine von einem Tanzsportverband vorgeschriebene Ausbildung durchlaufen haben. Diese umfasst eine Reihe von tanzklassenbezogenen Trainerscheinen (C-, B-, A-Lizenz), die den Trainer jeweils für fähig erklären, Tänzer der genannten Klasse zu trainieren. Meist kann ein Schein einer Klasse erst dann abgelegt werden, wenn der Trainer die Klasse selbst erfolgreich hinter sich gelassen hat. Tanzsporttrainer werden hauptsächlich von Tanzsportvereinen beschäftigt oder geben den Turnierpaaren Privatunterricht.

### Diplomierter Tanzpädagoge
Die Berufsbezeichnung des Tanzpädagogen/Tanzpädagogin ist rechtlich nicht geschützt. Dagegen kann der Titel „Diplomierter Tanzpädagoge“ nur geführt werden, wenn ein Studium oder eine Ausbildung absolviert wurde.
Der Studiengang wird an Hochschulen für Tanz angeboten. Staatliche Schulen, Theater und Ensembles engagieren in der Regel nur in dieser Form ausgebildete Tanzlehrer.
Eine Ausbildung ist an mehreren Instituten in Deutschland möglich, die durch den Beirat Tanz im Deutschen Kulturrat der Bundesregierung vertreten sind. Tanzpädagogik arbeitet mit Tanztechniken unterschiedlicher Art und zielt nicht zwangsläufig auf den Bühnenauftritt.

### Choreograf

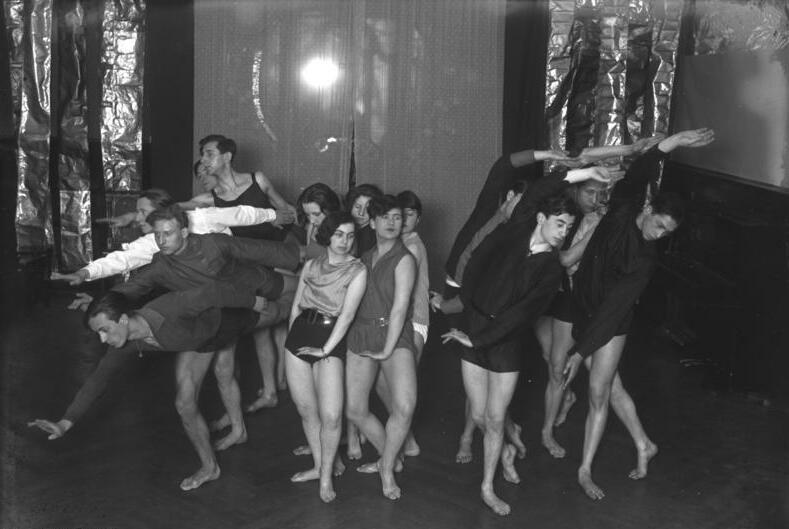
Tanzunterricht im Choreographischen Institut Laban Berlin 1929

Der Choreograf ist der Urheber einer Choreografie. Die Ausbildung zum Choreografen wird in vielen Ländern durch ein Studium an einer Hochschule für Tanz absolviert. Auch ausgebildete Bühnentänzer können als Choreografen tätig werden. Choreografen werden projekt- oder stückweise beschäftigt oder dauerhaft an einer Hochschule oder einem Theater angestellt. Bekannte Choreografen wie William Forsythe, Sasha Waltz, Pina Bausch und Heike Hennig konnten unter ihrem Namen ein wirtschaftlich eigenständiges Tanzensemble gründen.

## Tanzschulen im deutschsprachigen Raum

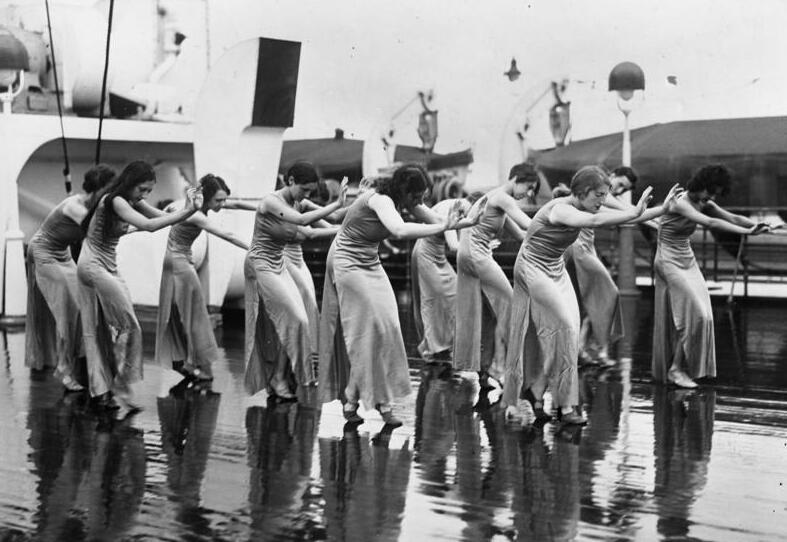
Amerikanische Tanzschule an Bord der Bremen (1930)

Die Tanzschulen der Verbände Allgemeiner Deutscher Tanzlehrerverband (ADTV), Berufsverband Deutscher Tanzlehrer (BDT), dem schweizerischen Interessenverband der diplomierten Tanzlehrer für Gesellschaftstanz (swissdance) und dem Verband der Tanzlehrer Österreichs (VTÖ) haben ihre Kompetenz in den Paar- bzw. Gesellschaftstänzen der Standard- und Lateinsektion. Zusatzausbildungen schaffen Kenntnisse in Hip Hop, Videoclipdancing, Kindertanz, Rollstuhl- und Stepp-Tanz oder ergänzende Angebote wie Umgangsformen- und Rhetorikseminare. Die Tanzschulen beschäftigen haupt- und nebenberuflich tätige Tanzlehrer. Alle Tanzlehrer haben eine mehrjährige berufsbegleitende Ausbildung beim jeweiligen Verband abgeschlossen, die sich beim ADTV in ihren Verträgen und in der Durchführung am Berufsbildungsgesetz orientiert.
Die Beendigung des ersten Tanzkurses wird traditionell mit einem festlichen Abschlussball gefeiert, oft auch als Premierenball bezeichnet. Talentierte und ehrgeizige Schüler der BDT-Tanzschulen können sich in den Breitensportwettbewerben des Deutschen Amateur Turnieramtes (DAT) auf regionaler bis nationaler Ebene miteinander messen. Der ADTV engagiert sich im wettkampflosen, unterhaltsamen und qualifiziertem Freizeittanzen und bietet seinen Tanzschülern die Möglichkeit der Teilnahme am DTA (Deutsches Tanzabzeichen) an.

## Tanzsport

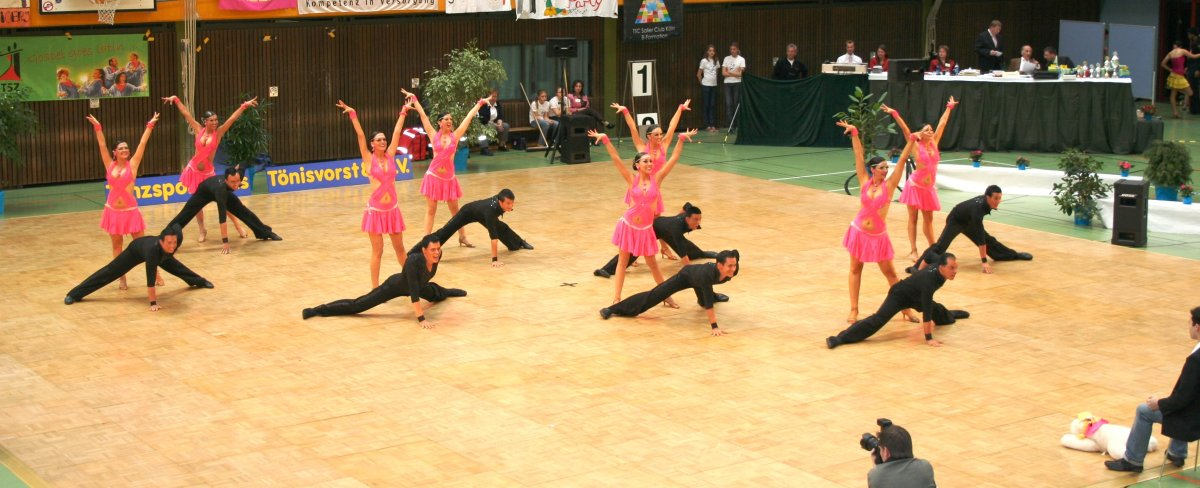
Lateinformation des Aachener TSC Blau-Silber

In Tanzsportvereinen wird Tanzen eher als Sportart gelehrt, denn als Freizeitbeschäftigung angesehen. Sie vermitteln Grundfertigkeiten, um an losen Breitensportwettbewerben und dem straffer organisierten Turniertanz teilzunehmen, daneben gibt es aber auch durchaus zahlreiche Gruppen für geselligen Tanz (Tanzkreise), ähnlich wie in den Tanzschulen. Sowohl der Vereinsstanzsport als auch der Gesellschaftstanz steht Anfängern offen.
In Deutschland wird der Tanzsport (inkl. Turniere) vom Deutschen Tanzsportverband (DTV) organisiert, in Österreich vom Österreichischen Tanzsportverband (ÖTSV) und in der Schweiz vom Schweizer Tanzsport Verband (STSV).
Tanzsportvereine beschäftigen für die Turniertänzer in der Regel lizenzierte Trainer, die im Gegensatz zu vielen Tanzlehrern auf eine langjährige Amateur- oder Profikarriere zurückschauen können und die in ihrer Ausbildung auf das Training von Turnierpaaren geschult werden.

## Tanz in der Erziehung

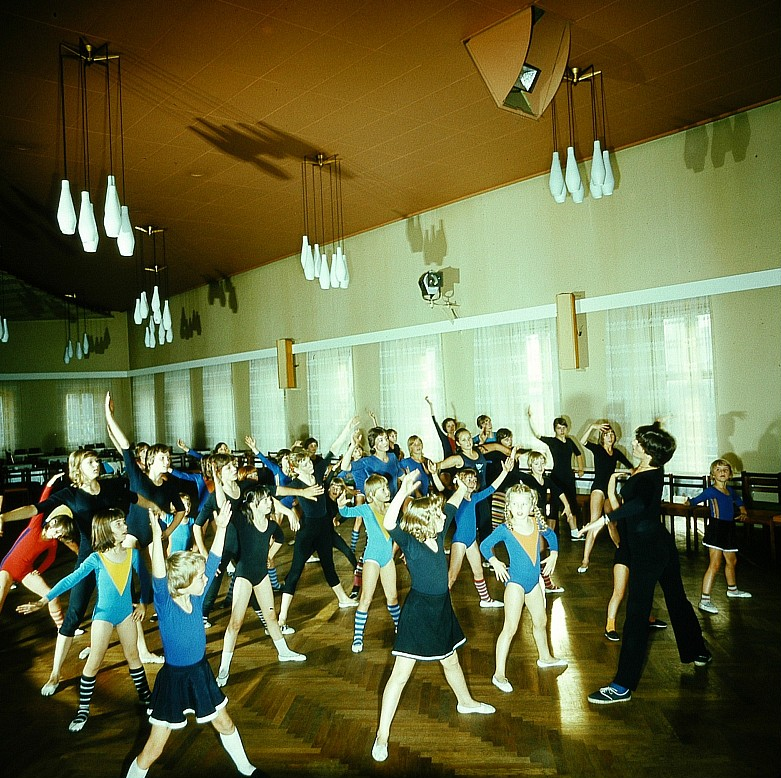
Kindertanzgruppe, Freital, 1979

Tanz kann zum Medium in der Pädagogik und in der Therapie werden. Mit Hilfe des Tanzes will man Lern-, Erziehungs- oder Therapieziele erreichen. Tanz ist ein angemessenes Mittel, um Lernprozesse in Gang zu setzen.
Tanzpädagogen und -therapeuten wissen aus Erfahrung, wie vorteilhaft sich Kinder beim Tanz entwickeln können. Es ist dabei nicht von großer Bedeutung, ob sie eine ausgeprägte Motivation mitbringen, da angenommen wird, dass Bewegung an sich, und somit auch die „geordnete“ Bewegung im Tanz, eine der Voraussetzungen für eine gelungene psychische Entwicklung sei. Bei fachkundiger pädagogischer oder therapeutischer Führung lassen sich sowohl eine verbesserte körperliche Kompetenz, als auch Offenheit, Selbstbewusstsein und bei richtiger Förderung Experimentierfreude bei den Kindern feststellen, wenn sie über eine längere Zeit Tanzsport ausüben.

In der Literatur werden u. a. folgende Aspekte aufgeführt:
- Steuerung des Körpers
- motorische Kreativität
- Sensibilität für Rhythmus und Musik
- Konzentrationsfähigkeit
- soziale Interaktion
- körperliches Wohlbefinden, Gesundheit
- Wahrnehmung des Raumes
- Identität, Selbstbewusstsein, Selbstwertgefühl

## Aufzeichnung

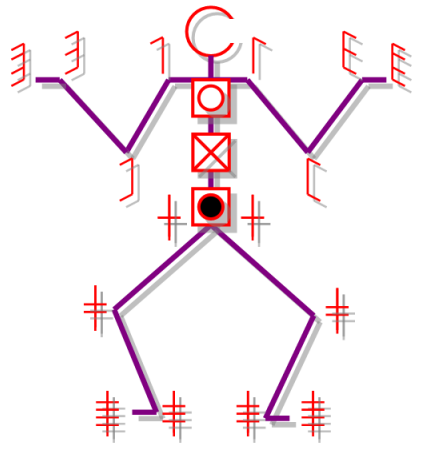
Grundzeichen der Labanotation, einer verbreiteten Tanznotation.

Schrittfolgen können als Schrittdiagramm graphisch dargestellt werden. Aber das Aufzeichnen komplexer Tänze, um sie zu verbreiten oder der Nachwelt zu erhalten, ist seit jeher ein  Problem, da zur Beschreibung eines Tanzes mehrdimensionale Informationen benötigt werden: Neben den Bewegungen an sich in drei Raumrichtungen und ihrer zeitlichen Abfolge muss auch die Begleitmusik berücksichtigt werden; in den meisten Fällen kommen Erklärungen hinzu, ohne die das Nachvollziehen der Bewegungen für Betrachter schwierig ist. Skizzen, abstrakte Symbole und nachgezeichnete Bewegungspfade in Verbindung mit textuellen Anmerkungen sind nur einige der Ideen, die dabei verfolgt wurden.
Von vielen Tanznotationen sind heute die Labanotation und die Choreologie noch im Gebrauch, zunehmend wird aber der Möglichkeit der Videoaufzeichnung Vorzug gegeben.